# Чемпіонат світу з футболу 2018 (кваліфікаційний раунд, УЄФА, група A)
Кваліфікаційний раунд чемпіонату світу з футболу 2018 в зоні УЄФА у Групі A визначить учасника ЧС-2018 у Росії від УЄФА.

## Турнірна таблиця
| М  | Команда    | І  | В | Н | П | МЗ | МП | РМ  | О  |
| -- | ---------- | -- | - | - | - | -- | -- | --- | -- |
| 1. | Франція    | 10 | 7 | 2 | 1 | 18 | 6  | +12 | 23 |
| 2. | Швеція     | 10 | 6 | 1 | 3 | 26 | 9  | +17 | 19 |
| 3. | Нідерланди | 10 | 6 | 1 | 3 | 21 | 12 | +9  | 19 |
| 4. | Болгарія   | 10 | 4 | 1 | 5 | 14 | 19 | −5  | 13 |
| 5. | Люксембург | 10 | 1 | 3 | 6 | 8  | 26 | −18 | 6  |
| 6. | Білорусь   | 10 | 1 | 2 | 7 | 6  | 21 | −15 | 5  |

## Розклад матчів

### 1 тур
| 6 вересня 2016 20:45 (21:45 UTC+3) |

| Білорусь | 0 – 0       | Франція |
| -------- | ----------- | ------- |
|          | Звіт(англ.) |         |

| Борисов-Арена, Борисов Глядачів: 12 920 Арбітр: Овідіу Гацеган (Румунія) |

| 6 вересня 2016 20:45 (21:45 UTC+3) |

| Болгарія                                            | 4 – 3       | Люксембург                   |
| --------------------------------------------------- | ----------- | ---------------------------- |
| Рангелов 16' Марсельіньйо 65' Попов 79' Тонев 90+2' | Звіт(англ.) | Йоахім 60', 62' Бонерт 90+1' |

| Васил Левський, Софія Глядачів: 4 202 Арбітр: Гедимінас Мажейка (Литва) |

| 6 вересня 2016 20:45 (20:45 UTC+2) |

| Швеція   | 1 – 1       | Нідерланди  |
| -------- | ----------- | ----------- |
| Берг 43' | Звіт(англ.) | Снейдер 67' |

| Френдз Арена, Стокгольм Глядачів: 36 128 Арбітр: Даніель Орсато (Італія) |

### 2 тур
| 7 жовтня 2016 20:45 (20:45 UTC+2) |

| Франція                                | 4 – 1       | Болгарія                 |
| -------------------------------------- | ----------- | ------------------------ |
| Гамейро 23', 59' Паєт 26' Грізманн 38' | Звіт(англ.) | М. Александров 6' (пен.) |

| Стад де Франс, Париж (Сен-Дені) Глядачів: 65,475 Арбітр: Лука Банті (Італія) |

| 7 жовтня 2016 20:45 (20:45 UTC+2) |

| Люксембург | 0 – 1       | Швеція     |
| ---------- | ----------- | ---------- |
|            | Звіт(англ.) | Лустіг 58' |

| Стадіон Жозі Бартель, Люксембург Глядачів: 5,057 Арбітр: Іван Бебек (Хорватія) |

| 7 жовтня 2016 20:45 (20:45 UTC+2) |

| Нідерланди                             | 4 – 1       | Білорусь |
| -------------------------------------- | ----------- | -------- |
| Промес 15', 31' Классен 56' Янссен 64' | Звіт(англ.) | Ріос 47' |

| Феєнорд, Роттердам Глядачів: 41,200 Арбітр: Крейг Томсон (Шотландія) |

### 3 тур
| 10 жовтня 2016 20:45 (21:45 UTC+3) |

| Білорусь      | 1 – 1       | Люксембург |
| ------------- | ----------- | ---------- |
| Савицький 80' | Звіт(англ.) | Йоахім 85' |

| Борисов-Арена, Борисов Глядачів: 12 920 Арбітр: Тобіас Вельц (Німеччина) |

| 10 жовтня 2016 20:45 (20:45 UTC+2) |

| Нідерланди | 0 – 1       | Франція   |
| ---------- | ----------- | --------- |
|            | Звіт(англ.) | Погба 30' |

| Амстердам-Арена, Амстердам Арбітр: Дамир Скомина (Словенія) |

| 10 жовтня 2016 20:45 (20:45 UTC+2) |

| Швеція                                   | 3 – 0       | Болгарія |
| ---------------------------------------- | ----------- | -------- |
| Тойвонен 39' Гільємарк 45' Ліндельоф 58' | Звіт(англ.) |          |

| Френдз Арена, Сульна Арбітр: Майкл Олівер (Англія) |

### 4 тур
| 11 листопада 2016 20:45 (20:45 UTC+1) |

| Франція            | 2 – 1       | Швеція       |
| ------------------ | ----------- | ------------ |
| Погба 58' Паєт 65' | Звіт(англ.) | Форсберг 55' |

| Стад де Франс, Париж (Сен Дені) Глядачів: 80 000 Арбітр: Милорад Мажич (Сербія) |

| 13 листопада 2016 18:00 (19:00 UTC+2) |

| Болгарія     | 1 – 0       | Білорусь |
| ------------ | ----------- | -------- |
| І. Попов 10' | Звіт(англ.) |          |

| Васил Левський, Софія Глядачів: 1 994 Арбітр: Штефан Клосснер (Швейцарія) |

| 13 листопада 2016 18:00 (18:00 UTC+1) |

| Люксембург      | 1 – 3       | Нідерланди                |
| --------------- | ----------- | ------------------------- |
| Шено 44' (пен.) | Звіт(англ.) | Роббен 36' Депай 58', 84' |

| Жозі Бартель, Люксембург Глядачів: 8 000 Арбітр: Ентоні Тейлор (Англія) |

### 5 тур
| 25 березня 2017 18:00 (18:00 UTC+1) |

| Швеція                                           | 4 – 0                   | Білорусь |
| ------------------------------------------------ | ----------------------- | -------- |
| Форсберг 19' (пен.), 49' Берг 57' Кісе Телін 78' | Звіт (FIFA) Звіт (UEFA) |          |

| Френдз Арена, Стокгольм Глядачів: 31 243 Арбітр: Гаральд Лехнер (Австрія) |

| 25 березня 2017 20:45 (21:45 UTC+2) |

| Болгарія      | 2 – 0                   | Нідерланди |
| ------------- | ----------------------- | ---------- |
| Делев 5', 20' | Звіт (FIFA) Звіт (UEFA) |            |

| Васил Левський, Софія Арбітр: Вільям Каллам (Шотландія) |

| 25 березня 2017 20:45 (20:45 UTC+1) |

| Люксембург        | 1 – 3                   | Франція                           |
| ----------------- | ----------------------- | --------------------------------- |
| Йоахім 34' (пен.) | Звіт (FIFA) Звіт (UEFA) | Жіру 28', 77' Грізманн 37' (пен.) |

| Стадіон Жозі Бартель, Люксембург Арбітр: Андріс Трейманіс (Латвія) |

### 6 тур
| 9 червня 2017 20:45 (21:45 UTC+3) |

| Білорусь                         | 2 – 1                   | Болгарія         |
| -------------------------------- | ----------------------- | ---------------- |
| Сіваков 33' (пен.) Савицький 80' | Звіт (FIFA) Звіт (UEFA) | Костадінов 90+1' |

| Борисов-Арена, Борисов Глядачів: 6,150 Арбітр: Матей Юг (Словенія) |

| 9 червня 2017 20:45 (20:45 UTC+2) |

| Нідерланди                                                        | 5 – 0                   | Люксембург |
| ----------------------------------------------------------------- | ----------------------- | ---------- |
| Роббен 21' Снейдер 34' Вейналдум 62' Промес 70' Янссен 84' (пен.) | Звіт (FIFA) Звіт (UEFA) |            |

| Феєнорд, Роттердам Глядачів: 41,300 Арбітр: Бартош Франковський (Польща) |

| 9 червня 2017 20:45 (20:45 UTC+2) |

| Швеція                    | 2 – 1                   | Франція  |
| ------------------------- | ----------------------- | -------- |
| Дурмаз 43' Тойвонен 90+4' | Звіт (FIFA) Звіт (UEFA) | Жіру 37' |

| Френдз Арена, Стокгольм Глядачів: 48,783 Арбітр: Мартін Аткінсон (Англія) |

### 7 тур
| 31 серпня 2017 20:45 (21:45 UTC+3) |

| Болгарія                             | 3 – 2                   | Швеція              |
| ------------------------------------ | ----------------------- | ------------------- |
| Манолєв 12' Костадінов 33' Чочев 79' | Звіт (FIFA) Звіт (UEFA) | Лустіг 29' Берг 44' |

| Васил Левський, Софія Глядачів: 12,121 Арбітр: Паоло Тальявенто (Італія) |

| 31 серпня 2017 20:45 (20:45 UTC+2) |

| Франція                                  | 4 – 0                   | Нідерланди |
| ---------------------------------------- | ----------------------- | ---------- |
| Грізманн 14' Лемар 73', 88' Мбаппе 90+1' | Звіт (FIFA) Звіт (UEFA) |            |

| Стад де Франс, Париж (Сен-Дені) Глядачів: 79,551 Арбітр: Джанлука Роккі (Італія) |

| 31 серпня 2017 20:45 (20:45 UTC+2) |

| Люксембург  | 1 – 0                   | Білорусь |
| ----------- | ----------------------- | -------- |
| да Мота 60' | Звіт (FIFA) Звіт (UEFA) |          |

| Жозі Бартель, Люксембург Глядачів: 2,752 Арбітр: Клейтон Пісані (Мальта) |

### 8 тур
| 3 вересня 2017 18:00 (19:00 UTC+3) |

| Білорусь | 0 – 4                   | Швеція                                               |
| -------- | ----------------------- | ---------------------------------------------------- |
|          | Звіт (FIFA) Звіт (UEFA) | Форсберг 18' Нюман 24' Берг 37' Гранквіст 84' (пен.) |

| Борисов-Арена, Борисов Глядачів: 6,431 Арбітр: Тобіас Штілер (Німеччина) |

| 3 вересня 2017 18:00 (18:00 UTC+2) |

| Нідерланди                 | 3 – 1                   | Болгарія       |
| -------------------------- | ----------------------- | -------------- |
| Преппер 7', 80' Роббен 67' | Звіт (FIFA) Звіт (UEFA) | Костадинов 69' |

| Амстердам-Арена, Амстердам Глядачів: 47,079 Арбітр: Анастасіос Сідіропулос (Греція) |

| 3 вересня 2017 20:45 (20:45 UTC+2) |

| Франція | 0 – 0                   | Люксембург |
| ------- | ----------------------- | ---------- |
|         | Звіт (FIFA) Звіт (UEFA) |            |

| Муніципальний стадіон, Тулуза Глядачів: 31,177 Арбітр: Александар Ставрев (Македонія) |

### 9 тур
| 7 жовтня 2017 18:00 (18:00 UTC+2) |

| Швеція                                                                           | 8 – 0                   | Люксембург |
| -------------------------------------------------------------------------------- | ----------------------- | ---------- |
| Гранквіст 10' (пен.), 67' (пен.) Берг 18', 37', 54', 71' Лустіг 60' Тойвонен 76' | Звіт (FIFA) Звіт (UEFA) |            |

| Френдз Арена, Стокгольм Глядачів: 50,022 Арбітр: Гюсейн Геджек (Туреччина) |

| 7 жовтня 2017 20:45 (21:45 UTC+3) |

| Білорусь     | 1 – 3                   | Нідерланди                                |
| ------------ | ----------------------- | ----------------------------------------- |
| Володько 55' | Звіт (FIFA) Звіт (UEFA) | Преппер 25' Роббен 84' (пен.) Депай 90+3' |

| Борисов-Арена, Борисов Глядачів: 6,850 Арбітр: Майкл Олівер (Англія) |

| 7 жовтня 2017 20:45 (21:45 UTC+3) |

| Болгарія | 0 – 1                   | Франція    |
| -------- | ----------------------- | ---------- |
|          | Звіт (FIFA) Звіт (UEFA) | Матюїді 3' |

| Васил Левський, Софія Глядачів: 12,921 Арбітр: Антоніо Матео Лаос (Іспанія) |

### 10 тур
| 10 жовтня 2017 20:45 (20:45 UTC+2) |

| Франція               | 2 – 1                   | Білорусь   |
| --------------------- | ----------------------- | ---------- |
| Грізманн 27' Жіру 33' | Звіт (FIFA) Звіт (UEFA) | Сарока 44' |

| Стад де Франс, Сен-Дені Глядачів: 74,037 Арбітр: Халіс Озках'я (Туреччина) |

| 10 жовтня 2017 20:45 (20:45 UTC+2) |

| Люксембург | 1 – 1                   | Болгарія  |
| ---------- | ----------------------- | --------- |
| Тіль 3'    | Звіт (FIFA) Звіт (UEFA) | Чочев 68' |

| Жозі Бартель, Люксембург Глядачів: 2,936 Арбітр: Іштван Вад (Угорщина) |

| 10 жовтня 2017 20:45 (20:45 UTC+2) |

| Нідерланди      | 2 – 0                   | Швеція |
| --------------- | ----------------------- | ------ |
| Роббен 16', 40' | Звіт (FIFA) Звіт (UEFA) |        |

| Амстердам-Арена, Амстердам Глядачів: 41,244 Арбітр: Сергій Карасьов (Росія) |

## Бомбардири
8 голів
- Маркус Берг

8 голів
- Ар'єн Роббен